# 天津府

天津府在直隶省的位置（1820年）

天津府，清朝时设置的的府。在今天津市、河北省沧州市、山东省德州市境。
順治九年（1652年），將天津左衛、右衛併入天津衛，合三衛為一衛。雍正三年（1725年）三月，改天津衛為天津州，隸屬河間府。十月，又改為天津直隸州，轄武清縣、靜海縣、青縣三縣（次年，武清縣還屬通州）。雍正九年（1731年），升天津直隸州為府，轄天津縣、靜海縣、青縣、南皮縣、鹽山縣、慶雲縣，以及滄州等六縣一州。
《東華錄》記載：丙辰（雍正九年，1731年）二月，吏部議覆直隸總督唐執玉奏：「天津直隸州系水陸通衢，五方雜處，事務繁多，辦理不易，請升州為府」。此奏獲准，並「附廓置天津縣」，「此新設一縣同該州原轄之青縣、靜海二縣及滄州、南皮、鹽山、慶雲一州三縣，統歸新設之府管轄」。